# Radio Parade
Radio Parade was de algemene Haarlemse ziekenomroep die van ongeveer 1960 tot en met 1994 uitzond in de Haarlemse ziekenhuizen Sint Johannes de Deo, Mariastichting, Diaconessenhuis, Marinehospitaal en Sint Elisabeths Gasthuis.
Rond 1954 startte Joop van Zijl samen met Jan van Luxemburg in een bezemkast een ziekenomroep in het voormalige Sint Johannes de Deo-ziekenhuis in Haarlem-Noord. Het programma stelde niet heel veel voor en bestond uit muziek, verzoekjes, sportverslagen en gesproken woord. Dit was echter niet het feitelijke begin van Radio Parade.
In 1965 werd door Jan Steeman in datzelfde ziekenhuis de Algemene Haarlemse Ziekenomroep Radio Parade opgericht. Parade staat voor PAtiënten RAdio DEo.
Een typische uitzending van Radio Parade op kanaal vier van de luisterarm begon tussen 17.00 en 20.00 uur met een vijf-tot-achtband, een magneetband met drie uur muziek, die door vrijwilligers werd samengesteld. Om 20.00 uur begon het liveprogramma en dat duurde tot 22.00 uur. Een belangrijk onderdeel van deze live-uitzending was het draaien van verzoekjes voor patiënten. Deze verzoekjes werden door vrijwilligers aan het bed opgehaald. Daarna werd de uitzending afgesloten met klassieke muziek en een overdenking, die werd verzorgd door mensen van verschillende (meestal religieuze) achtergronden.
De presentator was de omroeper van dienst (OVD) en de techniek werd verzorgd door de technicus van dienst (TVD). De dagelijkse leiding was in handen van een driekoppig bestuur, waarvan één persoon tevens de programmaleider was. Verder had de omroep nog een schare vrijwilligers, die verantwoordelijk waren voor de verzoekjes, de fonotheek en allerhande diensten. Radio Parade werd tot 1993 gefinancierd door de aangesloten ziekenhuizen. Daarna bestond de omroep van donaties en bijdragen van de vrijwilligers.
Vooral in haar beginjaren was Radio Parade een kweekvijver voor jong talent, dat later doorstroomde naar de gevestigde publieke omroep. De omroep heeft diverse bekende radiomensen voortgebracht, zoals Jan Steeman, Annette van Trigt, Arjan Burggraaf (RTV Noord-Holland) en Jeroen Overbeek.
In 1993 werd Radio Parade door de besturen van de aangesloten ziekenhuizen de wacht aangezegd, omdat nieuw beleid het financieren van een huisomroep niet langer toestond. 
Met de lokale omroep Haarlem105 werd in 1994 een akkoord bereikt, waarmee de uitzendingen konden doorgaan op een gemeentelijke kabelfrequentie. Na onvrede tussen de medewerkersgroepen van beide omroepen besloot Radio Parade over te stappen naar het Bloemendaalse AB radio, waar de medewerkers en uitzendingen zijn opgenomen in de reguliere programmering.